# Татами
Татамито е японска традиционна настилка.
Татамито се използва също така за тренировки и терен, върху който състезатели по джудо, карате или айкидо провеждат битките си. Това е повърхност, върху която всеки каратист или каратека е задължен да играе. Понякога това се налага по чисто практически причини, тъй като татамито е по-меко и не позволява при скок или падане спортистите да бъдат наранени. Татамито е много скъпо и не всички зали са оборудвани с него.